# محمد الرودانی
محمد الرودانی (به عربی: محمد بن سلیمان الرودانی)  (تولد ۱۶۲۷ - مرگ ۱۶۸۳)، یک ستاره‌شناس، متخصص دستور زبان، حقوقدان، منطق دان، ریاضیدان و شاعر فعال مراکشی بود.

## زندگی‌نامه

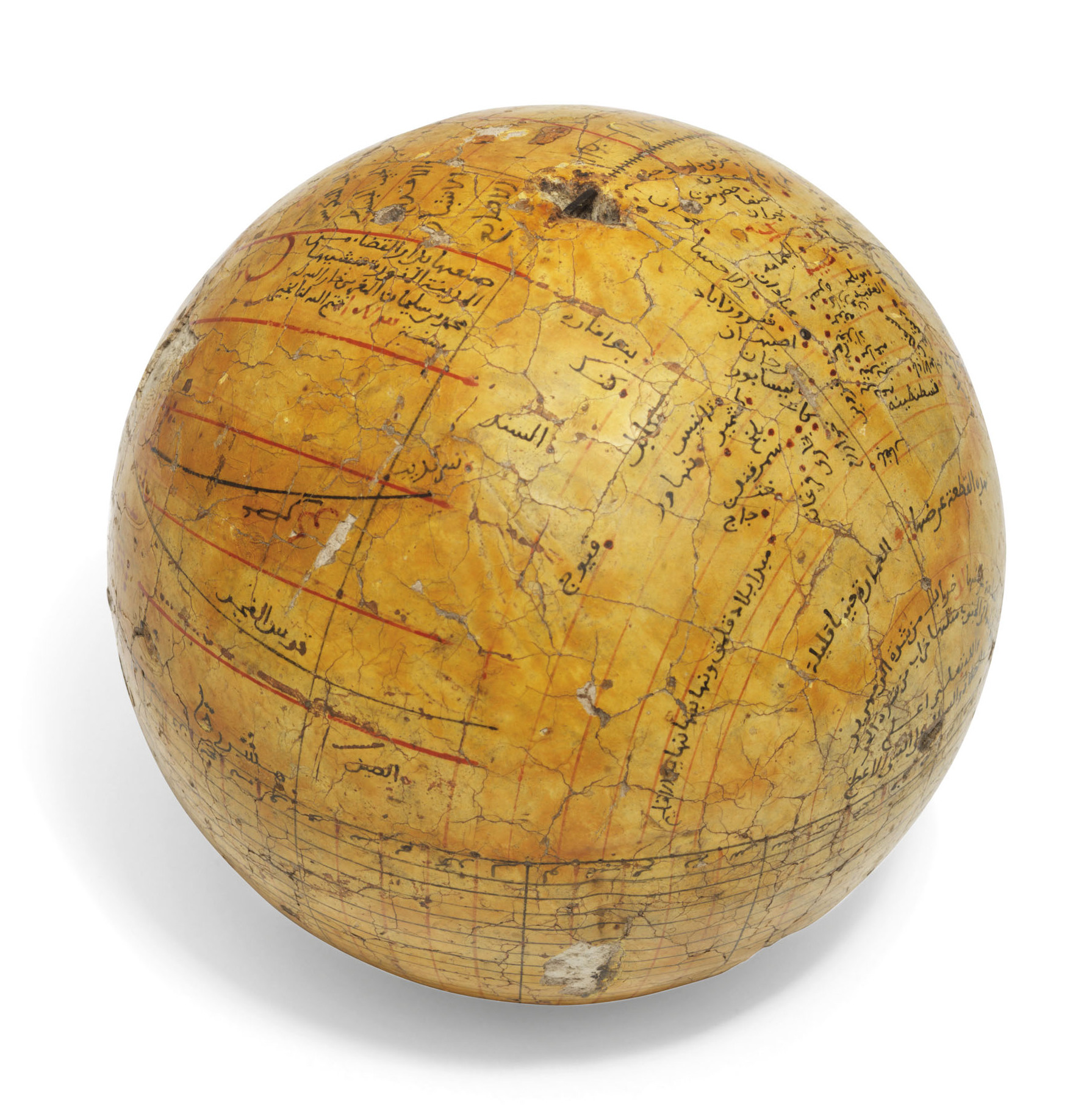
اسطرلاب مورد استفاده الرودانی

الرودانی در حدود سال ۱۶۲۷ میلادی در تارودانت به دنیا آمد. او اصالتاً از مردم شلیحه بود که از قوم‌های بربر هستند.  پس از تحصیل در زادگاهش، در مسجد جامع تارودانت و مدرسه آن، به مدت چهار سال نیز در نزد محمد بن نصیر ادامه داد.  معلمان او در مراکش عبارتند از: عیسی السغطانی به عنوان متکلم (متوفی ۱۶۵۱)، محمد بن سعید المرقیتی به عنوان وقایع نگار (متوفی ۱۶۷۹) و محمد المرابیت الدلائی به عنوان متخصص دستور زبان (متوفی 1678). 
سپس برای تحصیل در شرق دنیای اسلام رهسپار شد. بدین ترتیب در اوایل دهه ۱۶۵۰ در الجزیره اقامت گزید و در آنجا زیر نظر سعید بن ابراهیم قدوره منطق دان تحصیل کرد.  در مصر و شام نزد علی الاجهوری، شهاب الدین خفاجی، شهاب الدین قلیوبی، محمد بن احمد شبری، شیخ سلطان، خیرالدین الرملی و … محمد النقیب بن حمزه حسنی و ابن بلبان بود و از همه این علما اجازه فقه گرفت.  او بیشتر عمر خود را در سرزمین‌های عثمانی گذراند. او به ویژه برای اختراع یک دستگاه کروی که در آن کره دیگری (به رنگ آبی) با یک محور متفاوت در آن قرار داده شده‌است، بسیار شناخته شده‌است. این کره دوم به دو قسمت تقسیم می‌شد که در آن نشان‌های ستاره‌شناسی با بخش‌ها و مناطق آنها ترسیم می‌شد.
او در ۳۱ اکتبر ۱۶۸۳ در دمشق درگذشت. 

## آثار
برخی از آثار او عبارتند از: 
- سیلات الخلف بی موصول السلف.
- بهجت الطلاب فی الاعمال بل اسطرلاب.
- مقاصدالاولی بیقلائد العلی، منظومه تعلیمی علم المیقات با شرح به نثر.
- النافع العالی الجامعه، در سال ۱۶۶۱، رساله ای که اسطرلاب کروی شکلی را که او ساخته بود، توصیف می‌کند.
- جامع الفوائد من جامع الاصول و مجمع الزوائد، مجموعه ای از حدیث.